# 保健物理

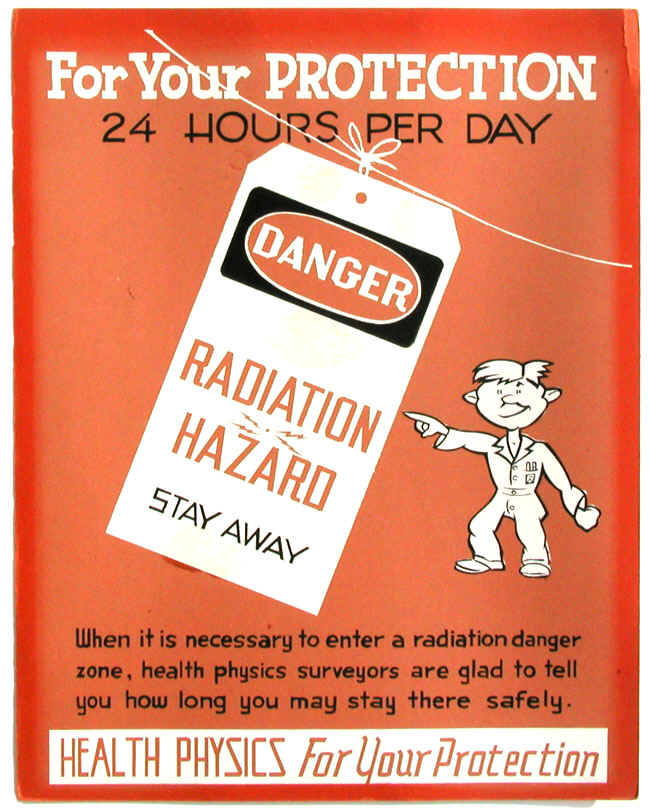
1947年橡树岭国家实验室的海報

保健物理（Health physics）也稱為是輻射防護的科學，一方面以對人有益且安全的方式使用辐射，同時保護人以及環境，避免潛在的辐射危害，像是環境污染或是人員暴露等。此科學從環境監測到食品輻射都是其的研究，以及給予限度劑量來限制過高的輻射照成危害。為了確保核設施不會危害環境所以需要協助計算屏蔽，以及進行相關劑量監測像是汙水排放等；同時也會關注放射線物質運送的相關輻射防護事宜。
保健物理師需要有四年的大學學歷，並且有有關輻射防護原理以及相關科學的專業知識，通過認證。保健物理師一般會在持有或是生產一定放射性活度的放射性同位素或其他游離輻射來源（例如X射线机、線性粒子加速器、核電廠）的場所工作，其中包括研究機構、工業機構、教育機構、醫療機構、核能機構、軍事機構、環境保護機構、國家執法機構。
在台灣相關人員如輻防師和輻防員等，主要是受到原能會所管轄；需要修相關的學分或是相關系所才能考取。

## 子學科
保健物理有許多的子學科，例如
- 游離輻射儀器和量測
- 內部劑量測定（英语：Internal dosimetry）及外部劑量測定（英语：dosimetry）
- 放射性废料管理
- 放射性污染、去污染及停用
- 核工程（屏蔽、滯留量等）
- 環境評估、輻射監控、氡評估
- 操作性輻射防護（英语：radiation protection）／保健物理
- 粒子加速器物理學
- 輻射緊急響應／計劃（核能紧急支援團隊（英语：Nuclear Emergency Support Team））
- 輻射材料的工程使用
- 醫療保健物理
- 有關放射性材料的公眾資訊及溝通
- 生理反應／放射生物學
- 輻射標準
- 輻射風險分析
- 核能
- 放射性物質及國土安全
- 輻射防護（英语：radiation protection）
- 奈米技術

## 外部連結
- The Health Physics Society （页面存档备份，存于）,  a scientific and professional organization whose members specialize in occupational and environmental radiation safety.
- - "The confusing world of radiation dosimetry" - M.A. Boyd, 2009, U.S. Environmental Protection Agency. An account of chronological differences between USA and ICRP dosimetry systems.
- Q&A: Health effects of radiation exposure （页面存档备份，存于）, BBC News, 21 July 2011.